# Acolea crassifolia
Acolea crassifolia là một loài rêu tản trong họ Gymnomitriaceae. Loài này được (Carrington) Stephani miêu tả khoa học lần đầu tiên năm 1901.